# Rachid Belarbi
Rachid Belarbi (* 7. November 1964) ist ein ehemaliger deutsch-algerischer Fußballspieler. Er bestritt neun Bundesliga- und 81 Zweitligaspiele.

## Karriere
Vom westfälischen Oberligisten Hammer SpVg wechselte Belarbi 1985 zum Bundesliga-Aufsteiger Hannover 96. Mit Hannover stieg Belarbi 1986 aus der Bundesliga ab und ein Jahr später wieder auf. 1988 ging er zurück in die zweite Bundesliga zum Absteiger FC Schalke 04. Innerhalb der Liga wechselte er 1990 zu Preußen Münster. 1991 ging er zum Oberligisten TuS Celle. Ein Jahr später wechselte er zum Zweitligisten FC St. Pauli. Im November 1993 zog er sich als Spieler des Oberligavereins TuS Hoisdorf einen Kreuzbandriss zu. Er spielte bis November 1996 für Hoisdorf. 2004 beendete er beim SV Lurup seine Karriere.